# Kjoto
Kjoto (japonsko 京都, latinizirano: Kjōto, izgovorjava [kʲoꜜːto]), uradno mesto Kjoto (京都市, Kjōto-ši, izgovorjava [kʲoːtoꜜɕi]), je glavno mesto prefekture Kjoto na Japonskem. Kjoto, ki leži v regiji Kansai na otoku Honšu, je del metropolitanskega območja Keihanšin skupaj z Osako in Kobejem. Od leta 2021 ima mesto 1,45 milijona prebivalcev. Mesto je kulturno sidro precej večjega metropolitanskega območja, znanega kot Veliki Kjoto, metropolitanskega statističnega območja (MSA), kjer po popisu živi 3,8 milijona ljudi.
Kjoto je ena najstarejših občin na Japonskem, saj jo je leta 794 cesar Kanmu izbral za nov sedež japonskega cesarskega dvora. Prvotno mesto, imenovano Heian-kjo, je bilo urejeno v skladu s tradicionalnim kitajskim feng šujem po vzoru starodavne kitajske prestolnice Čangan / Luojang. Japonski cesarji so vladali iz Kjota v naslednjih enajstih stoletjih do leta 1869. To je bilo prizorišče številnih ključnih dogodkov iz obdobja Muromači, obdobja Sengoku in bošinske vojne, kot so vojna Ōnin, incidenta Honō-dži, Kinmon in bitka pri Toba–Fušimi. Prestolnica je bila po obnovi Meidži prestavljena iz Kjota v Tokio. Sodobna občina Kjoto je bila ustanovljena leta 1889. Mesto je bilo med drugo svetovno vojno obvarovano pred obsežnim uničenjem, zaradi česar se je njegova predvojna kulturna dediščina večinoma ohranila.
Kjoto velja za kulturno prestolnico Japonske in je glavna turistična destinacija. Je dom številnih budističnih templjev, šintoističnih svetišč, palač in vrtov, od katerih jih je Unesco nekatere skupno uvrstil na seznam svetovne dediščine. Pomembne znamenitosti so Kjotska cesarska palača, tempelj Kijomizu (Kijomizu-dera), Kinkaku-dži, Ginkaku-dži in Kjotski stolp. Kjoto je tudi središče visokošolskega izobraževanja v državi, njegove institucije pa vključujejo Kjotsko univerzo, drugo najstarejšo univerzo na Japonskem.

## Ime
V japonščini se je Kjoto prej imenoval Kjō (京), Mijako (都), Kjō no Mijako (京の都) in Keiši (京師). V 11. stoletju se je mesto uradno imenovalo Kjōto (京都, »glavno mesto«), iz srednjekitajskega kiang-tuo (prim. mandarinsko džīngdū). Potem ko je bil sedež cesarja prestavljen v mesto Edo in se je to mesto preimenovalo v Tōkjō (東京, kar pomeni »vzhodna prestolnica«), je bil Kjoto na kratko znan kot Saikjō (西京, kar pomeni »zahodna prestolnica«). Kot glavno mesto Japonske od leta 794 do 1868 se Kjoto včasih imenuje tisočletna prestolnica (千年の都).
V zgodovini so tuja imena mesta vključevala Kioto in Miaco ali Meaco.

## Geografija
Kjoto je v dolini, delu Jamaširo (ali Kjoto) kotline, v vzhodnem delu gorate regije, znane kot višavje Tamba. Kotlina Jamaširo je s treh strani obdana z gorami, znanimi kot Higašijama, Kitajama in Nišijama, z največjo višino približno 1000 metrov nad morsko gladino. Posledica takšne notranje lege so vroča poletja in mrzle zime. V kotlini tečejo tri reke, reka Udži na jugu, reka Kacura na zahodu in reka Kamo na vzhodu. Mesto Kjoto zavzema 17,9 % ozemlja v prefekturi Kjoto in ima skupno površino 827,9 kvadratnih kilometrov.
Kjoto leži na vrhu velike naravne podzemne vode, ki mestu zagotavlja veliko vodnjakov sladke vode. Zaradi obsežne urbanizacije se količina dežja, ki odteka v podzemlje, zmanjšuje, vodnjaki po vsem območju pa se sušijo vse hitreje.
Kjoto ima vlažno subtropsko podnebje (Köppnova podnebna klasifikacija Cfa) z izrazitimi sezonskimi nihanji temperature in padavin. Poletja so vroča in vlažna, zime pa razmeroma hladne z občasnimi snežnimi padavinami. Deževno obdobje v Kjotu se začne okoli sredine junija in traja do konca julija ter se nadomesti z vročo in sončno drugo polovico poletja. Kjoto je tako kot večina pacifiške obale in osrednjih območij Japonske poleti in jeseni nagnjen k tajfunom.

## Demografija
Kjoto je bilo največje mesto na Japonskem do poznega 16. stoletja, ko sta njegovo prebivalstvo presegla Osaka in Edo. Pred drugo svetovno vojno je Kjoto tekmoval s Kobejem in Nagojo za četrto ali peto največje mesto na Japonskem. Ker se je izognilo večini vojnih uničenj, je bilo leta 1947 ponovno tretje največje mesto. Do leta 1960 je spet padlo na peto, do leta 1990 pa na sedmo. Od leta 2020 je po številu prebivalcev deveto največje mesto na Japonskem. Vendar se število prebivalcev mesta poveča med običajnim delovnim časom in Kjoto se uvršča na sedmo mesto na Japonskem glede na dnevno prebivalstvo.
Približno 55 % celotnega prebivalstva prefekture Kjoto je koncentriranega v mestu Kjoto, kar je najvišje razmerje med prefekturami na Japonskem.

### Upravna delitev
Mesto Kjoto je razdeljeno na enajst oddelkov (区, ku). Občinsko vlado Kjota vodita župan in mestni svet. Osrednji predeli, ki so zahodno od reke Kamo, so majhni in gosto poseljeni. Mestna hiša je v Nakagjō-ku, uradi kjotske prefekture pa so v Kamigjō-ku.
| Oddelki Kjota | Oddelki Kjota                        | Oddelki Kjota     | Oddelki Kjota  | Oddelki Kjota   | Oddelki Kjota | Oddelki Kjota |
|               | Ime                                  | Ime               |                |                 |               | Karta Kjota   |
| Romadži       | Kandži                               | Štev. prebivalcev | Površina v km2 | gosatota na km2 |               |               |
| ------------- | ------------------------------------ | ----------------- | -------------- | --------------- | ------------- | ------------- |
| 1             | Fušimi-ku                            | 伏見区            | 280.655        | 61,66           | 4600          |               |
| 2             | Higašijama-ku                        | 東山区            | 39.044         | 7,48            | 5200          |               |
| 3             | Kamigjō-ku                           | 上京区            | 85.113         | 7,03            | 12.000        |               |
| 4             | Kita-ku                              | 北区              | 119.474        | 94,88           | 1300          |               |
| 5             | Minami-ku                            | 南区              | 99.927         | 15,81           | 6300          |               |
| 6             | Nakagjō-ku - (administrative center) | 中京区            | 110.430        | 7,41            | 15.000        |               |
| 7             | Nišikjō-ku                           | 西京区            | 150.962        | 59,24           | 2500          |               |
| 8             | Sakjō-ku                             | 左京区            | 168.266        | 246,77          | 680           |               |
| 9             | Šimogjō-ku                           | 下京区            | 82.668         | 6,78            | 12.000        |               |
| 10            | Ukjō-ku                              | 右京区            | 204.262        | 292,07          | 700           |               |
| 11            | Jamašina-ku                          | 山科区            | 135.471        | 28,7            | 4700          |               |

### Mestna krajina
Kjoto vsebuje približno 2000 templjev in svetišč. Glavno poslovno okrožje je južno od Kjotske cesarske palače. V središču mesta je več pokritih nakupovalnih arkad, ki so odprte samo za pešce, kot sta ulica Teramači in Šinkjōgoku.
Prvotno mesto je bilo urejeno v skladu s tradicionalnim kitajskim feng šujem po vzoru starodavne kitajske prestolnice Čangan/Luojang. Cesarska palača je bila obrnjena proti jugu, zaradi česar je bil Ukjō (desni sektor prestolnice) na zahodu, medtem ko je Sakjō (levi sektor) na vzhodu. Ulice v sodobnih predelih Nakagjō, Šimogjō in Kamigjō-ku še vedno sledijo mrežastemu vzorcu. Okoliška območja ne sledijo istemu mrežnemu vzorcu kot središče mesta, čeprav se ulice po vsem Kjotu imenujejo po imenu, kar je v večini regij na Japonskem redko.

## Zgodovina

### Izvor
Številni arheološki dokazi kažejo, da se je človeška naselitev na območju Kjota začela že v paleolitskem obdobju, čeprav ni ohranjenega veliko objavljenega gradiva o človeški dejavnosti v regiji pred 6. stoletjem, okoli tega časa naj bi bilo ustanovljeno svetišče Šimogamo.
V 8. stoletju, ko se je mogočna budistična duhovščina vpletla v zadeve cesarske vlade, se je cesar Kanmu odločil za premestitev prestolnice, da bi jo oddaljil od klerikalne ustanove v Nari. Njegova zadnja izbira za lokacijo je bila vas Uda v okrožju Kadono v provinci Jamaširo.
Novo mesto Heian-kjo (平安京, »prestolnica miru in spokoja«), pomanjšana replika tedanje prestolnice kitajske dinastije Tang Čangan, je leta 794 postalo sedež japonskega cesarskega dvora, s čimer se je začelo obdobje Heian japonske zgodovine. Čeprav so vojaški vladarji ustanovili svoje vlade v Kjotu (šogunat Muromači) ali v drugih mestih, kot sta Kamakura (šogunat Kamakura) in Edo (šogunat Tokugava), je Kjoto ostal glavno mesto Japonske do prenosa cesarskega dvora v Tokio leta 1869 v času cesarske obnove.

### Srednji vek
V obdobju Sengoku je mesto utrpelo obsežno uničenje v vojni Ōnin 1467–1477 in si ni zares opomoglo do sredine 16. stoletja. Med vojno so se bitke med samurajskimi frakcijami prelile na ulice in vključevale tudi dvorno plemstvo (kuge) in verske frakcije. Plemiške dvorce so spremenili v trdnjave, po mestu izkopali globoke rove za obrambo in požarne pasove, številne zgradbe pa požgale. Mesto od takrat ni videlo tako obsežnega uničenja.
V poznem 16. stoletju je Tojotomi Hidejoši rekonstruiral mesto z gradnjo novih ulic, da bi podvojil število ulic v smeri sever–jug v osrednjem Kjotu in ustvaril pravokotne bloke, ki so nadomestili starodavne kvadratne bloke. Hidejoši je zgradil tudi zemeljske zidove, imenovane odoi (御土居), ki obkrožajo mesto. Ulica Teramači v središču Kjota je budistična tempeljska četrt, kjer je Hidejoši združil templje v mestu.

### Zgodnja moderna doba
V obdobju Edo je gospodarstvo mesta cvetelo kot eno od treh večjih mest na Japonskem, druga sta bila Osaka in Edo. Ob koncu obdobja je upor Hamagurija leta 1864 požgal 28.000 hiš v mestu, kar je pokazalo nezadovoljstvo upornikov do šogunata Tokugava.
- Prizori v Kjotu in okolici (okoli 1615)
- Zemljevid Heian-kjo, 1696
- Grad Fušimi

### Moderno obdobje
Na začetku obdobja Meidži je cesarjeva selitev iz Kjota v Tokio leta 1869 oslabila gospodarstvo mesta. Sodobno mesto Kjoto je bilo ustanovljeno 1. aprila 1889. Gradnja kanala jezera Biva leta 1890 je bil eden od ukrepov za oživitev mesta. Prebivalstvo mesta je leta 1932 preseglo milijon.
- Pogled na Kjoto iz hondōja Kijomizudera. – 1870-ta[15]
- akvadukt Nanzenji

### Sodobna zgodovina
Ob koncu druge svetovne vojne so Združene države razmišljale o tem, da bi na Kjoto izstrelile atomsko bombo, ker je imel kot intelektualno središče Japonske dovolj veliko prebivalstvo, da bi morda prepričala cesarja, naj se preda. Na koncu je bilo mesto na vztrajanje Henryja L. Stimsona, vojnega ministra v administraciji Roosevelta in Trumana, umaknjeno s seznama tarč in zamenjano z Nagasakijem. Mesto je bilo v veliki meri obvarovano tudi od konvencionalnega bombardiranja, čeprav so manjši zračni napadi povzročili žrtve. Med okupacijo sta imela šesta ameriška armada in I. korpus sedež v Kjotu.
Posledično je Kjoto eno redkih japonskih mest, ki ima še vedno veliko predvojnih stavb, kot so tradicionalne mestne hiše, znane kot mačija. Vendar pa modernizacija nenehno razgrajuje tradicionalni Kjoto v korist novejše arhitekture, kot je kompleks postaje Kjōto.
Kjoto je postal mesto, določeno z vladnim odlokom 1. septembra 1956. Leta 1997 je Kjoto gostil konferenco, ki je privedla do protokola o emisijah toplogrednih plinov (Okvirna konvencija Združenih narodov o podnebnih spremembah).

## Gospodarstvo
Informacijska tehnologija in elektronika sta ključni industriji v Kjotu. V mestu je sedež podjetij Nintendo, Intelligent Systems, SCREEN Holdings, Tose, Hatena, Omron, Kyocera, Shimadzu, Rohm, Horiba, Nidec Corporation,  Nichicon, Nissin Electric in GS Yuasa.
Domači in mednarodni turizem pomembno prispevata h kjotskemu gospodarstvu. Leta 2014 je mestna vlada objavila, da je Kjoto obiskalo rekordno število turistov. Zaradi močnega upada turizma med pandemijo COVID-19 je župan leta 2021 priznal »možnost bankrota v naslednjem desetletju« in napovedal krčenje delovnih mest v upravi ter zmanjšanje socialne pomoči, vključno z zmanjšanjem sredstev za domačo oskrbo.
Glavna industrija Kjota so tudi tradicionalne japonske obrti; kjotski tkalci kimonov so še posebej znani in mesto ostaja glavno središče izdelave kimonov. 
Varjenje sakeja je še ena pomembna tradicionalna industrija v Kjotu; sedež glavnih proizvajalcev sakeja Gekkeikan in Takara Holdings pa je v Kjotu.
Druga pomembna podjetja s sedežem v Kjotu so Aiful, Ishida, Nissen Holdings, Gyoza no Ohsho, Sagawa Express, Volks in Wacoal.

## Kultura
Čeprav so ga v enajstih stoletjih cesarske prestolnice opustošile vojne, požari in potresi, Kjoto v drugi svetovni vojni ni bil popolnoma uničen. Z osebnim posredovanjem vojnega sekretarja Henryja L. Stimsona so ga odstranili s seznama tarč atomske bombe, saj je Stimson želel rešiti to kulturno središče, ki ga je poznal iz medenih tednov in kasnejših diplomatskih obiskov.
Kjoto je bil in še vedno ostaja japonsko kulturno središče. V samem mestu je približno 20 % japonskega nacionalnega bogastva in 14 % pomembnih kulturnih dobrin. Japonska vlada načrtuje, da bo agencijo za kulturne zadeve leta 2023 preselila v Kjoto.
S svojimi 2000 verskimi objekti – 1600 budističnimi templji in 400 šintoističnimi svetišči ter nedotaknjenimi palačami, vrtovi in arhitekturo – je eno najbolje ohranjenih mest na Japonskem. Med najbolj znanimi templji na so tempelj Kijomizu, veličasten lesen tempelj, podprt s stebri na pobočju gore; Kinkaku-dži, tempelj zlatega paviljona; Ginkaku-dži, tempelj srebrnega paviljona in Rjoan-dži, znan po svojem skalnjaku. Heian džingū je šintoistično svetišče, zgrajeno leta 1895, v čast cesarske družine ter v spomin na prvega in zadnjega cesarja, ki sta prebivala v Kjotu. Tri posebna mesta so povezana s cesarsko družino: območje Kjoto Gjoen, vključno s kjotsko cesarsko palačo in cesarsko palačo Sentō, domovinama japonskih cesarjev več stoletij; cesarska vila Kacura, eden najboljših arhitekturnih zakladov v državi in cesarska vila Šugakuin, e enim najboljših japonskih vrtov. Poleg tega so v templju Senju-dži grobnice cesarjev od Šidžō do Komei.
Druge znamenitosti v Kjotu so Arašijama, četrti gejš Gion in Ponto-čō, filozofska pot in kanali, ki vodijo nekatere starejše ulice.
Zgodovinski spomeniki starodavnega Kjota so na Unescovem seznamu svetovne dediščine. Sem spadajo svetišča Kamo (Kami in Šimo), Kjō-ō-Gokokuji (Tō-dži), Kijomizu-dera, Daigo-dži, Nina-dži, Saihō-dži (Kokedera), Tenrjū-dži, Rokuon-dži (Kinkaku-dži), Džišō-dži (Ginkaku-dži), Rjoan-dži, Hongan-dži, Kōzan-dži in grad Nidžō, ki so ga zgradili predvsem šoguni Tokugava. Na seznamu so tudi druge lokacije zunaj mesta.
Kjoto je znan po svoji obilici okusne japonske hrane in kuhinje. Posebne okoliščine Kjota kot mesta, ki je oddaljeno od morja in je dom številnih budističnih templjev, so povzročile razvoj različnih zelenjadnic, značilnih za območje Kjota (京野菜, kjō-jasai). Najstarejša restavracija v Kjotu je Honke Ovarija, ki je bila ustanovljena leta 1465.
Japonska televizijska in filmska industrija imata središče v Kjotu. Številni džidaigeki, žanr akcijskih filmov, Tv in video iger s samuraji, so bili posneti pri Toei Uzumasa Eigamura. Eigamura, filmski set in tematski park v enem, predstavlja replike tradicionalnih japonskih stavb, ki se uporabljajo za džidaigeki. Med sklopi so replika starega Nihonbašija (most na vhodu v Edo), tradicionalna stavba sodišča, kōban (policijska postaja) iz obdobja Meidži in del nekdanje četrti rdečih luči Jošivara. Pravo snemanje filma poteka občasno, obiskovalci pa so vabljeni, da opazujejo dogajanje.
Narečje, ki se govori v Kjotu, je znano kot Kjō-kotoba ali Kjōto-ben, sestavni dialekt narečja Kansai. Do poznega obdobja Edo je bil kjotski dialekt de facto standardna japonščina, čeprav ga je od takrat nadomestila sodobna standardna japonščina. Tradicionalni kjotski izrazi vključujejo vljudno kopulo dosu, častno glagolsko končnico -haru in pozdravno frazo okoši-jasu.

### Unescova dediščina
Unescov seznam svetovne dediščine Zgodovinski spomeniki starodavnega Kjota (mesta Kjoto, Uji in Otsu) vključuje 17 lokacij v Kjotu, Uji v prefekturi Kjoto in Ōtsu v prefekturi Šiga. Območja so bila leta 1994 razglašena za svetovno dediščino.
- Svetišče Kamigamo
- Svetišče Šimogamo
- Kozan-dži

### Muzeji
- Vrt in muzej Hakusasonso Hašimoto Kansecu (白沙村荘 橋本関雪記念館)
- Muzej Hosomi (細見美術館)
- Muzej Joutenkaku (承天閣美術館)
- Muzej Kitamura (北村美術館)
- Muzej umetnosti Korjo (高麗美術館)
- Muzej orgel Kjoto Arašijama (京都嵐山オルゴール美術館)
- Kyoto Art Center (京都芸術センター)
- Kjotski botanični vrt (京都府立植物園)
- Arheološki muzej mesta Kjoto (京都市考古資料館)
- Kjoto City Heiankyo Sosei-Kan Museum (京都市平安京創生館)
- Kjotski mednarodni muzej mange (京都国際マンガミュージアム)
- Muzej Kjoto Kalejdoskop (京都万華鏡ミュージアム)
- Kjotski mestni muzej umetnosti (京都市美術館)
- Kjotski muzej za svetovni mir (国際平和ミュージアム)
- Kjotski muzej tradicionalnih obrti (京都伝統産業ふれあい館)
- Narodni muzej Kjoto (京都国立博物館)
- Kjotski prefekturni vrt lepih umetnosti (京都府立陶板名画の庭)
- Kjotski prefekturni muzej lepih umetnosti Inšo-Domoto (京都府立堂本印象美術館)
- Kjotski železniški muzej (京都鉄道博物館)
- Muzej kjotske univerze (京都大学総合博物館)
- Kjotski muzej (京都府京都文化博物館)
- Kjotski muzej Namikawa Cloisonne (並河靖之七宝記念館)
- Narodni muzej moderne umetnosti, Kjoto (京都国立近代美術館)
- Umetnostni muzej Nomura (野村美術館)
- Muzej Oniši Seivemon (大西清右衛門美術館)
- Muzej Raku (楽美術館)
- Muzej zgodovine Rjozen (幕末維新ミュージアム 霊山歴史館)
- Sen-oku Hakuko Kan (泉屋博古館)
- Šigureden (時雨殿)
- Muzej pločevinastih igrač (ブリキのおもちゃ博物館)
- Toei Kjoto Studio Park (東映太秦映画村)
- Muzej Jurinkan (藤井斉成会有鄰館)

## Pobratena mesta
Kjoto je pobraten z:
- Boston, ZDA (od junij 1959)
- Köln, Nemčija (od maj 1963)
- Firence, Italija (od september 1965)
- Guadalajara, Mehika (od oktober 1980)[29]
- Kijev, Ukrajina (od september 1971)
- Praga, Češka (od April 1996)[30]
- Šjan, Kitajska (od maj 1974, prijateljsko mesto)
- Zagreb, Hrvaška (od oktober 1981)

### Partnerska mesta
Poleg pobratenih mest, ki vključujejo večplastno sodelovanje, je Kjoto ustvaril sistem partnerskih mest, ki se osredotočajo na sodelovanje na podlagi določene teme. Trenutno ima Kjoto dogovore o partnerskih mestih z naslednjimi mesti:
- Bruselj, Belgija (od april 2006)
- Huế, Vietnam (od februar 2013)
- Carigrad, Turčija (od junij 2013)
- Čindžu, Južna Koreja (od marca 1999)
- Konya, Turčija (od december 2009)
- Pariz, Francija (od June 1958)[32]
- Čingdao, Kitajska (od avgust 2012)
- Québec (mesto), Kanada (od maja 2016)
- Tainan, Tajvan (od junij 2021)
- Varanasi, Indija (od avgust 2014)[33]
- Vientiane, Laos (od november 2015)
- Yilan (mesto), Tajvan (od avgust 2018)